# Philibert Secrétan
Philibert Secrétan (* 16. November 1926 in Genf; † 22. Dezember 2024 ebenda) war ein Schweizer Philosoph.

## Leben
Philibert Secrétan studierte Philosophie in Strassburg. Er war von 1962 bis 1990 Lehrer am Collège Calvin in Genf. Nach dem Doktorat 1969 in Philosophie war er von 1978 bis 1997 assoziierter Professor für Philosophie an der theologischen Fakultät der Universität Freiburg.

## Schriften (Auswahl)
- Autorité, pouvoir, puissance. Principes de philosophie politique réflexive. Lausanne 1969, OCLC 253437390.
- Erkenntnis und Aufstieg. Einführung in die Philosophie von Edith Stein. Würzburg 1992, ISBN 3-429-01432-8.
- Edith Stein et la Suisse. Chronique d'un asile manqué. Genève 1997, ISBN 2-940090-23-8.
- Edith Stein, l'oeuvre philosophique. Une vue d'ensemble. Paris 2017, ISBN 2-343-13649-1.